# Chthonius mayi
Espèce
Chthonius mayi est une espèce de pseudoscorpions de la famille des Chthoniidae.

## Distribution
Cette espèce est endémique de France. Elle se rencontre dans des grottes du Gard et de l'Ardèche.

## Publication originale
- Heurtault-Rossi, 1968 : Quelques remarques sur deux espèces cavernicoles de Chthonius des départements des Bouches-du Rhône et du Gard: Chthonius (C.) cephalotes (Simon, 1875) et Chthonius mayi sp. nov. (Pseudoscorpions, Chthoniidae). Bulletin du Muséum National d'Histoire Naturelle, Paris, sér. 2, vol. 39, p. 912-922.